# ロヴォローン
ロヴォローン（伊: Rovolon）は、イタリア共和国ヴェネト州パドヴァ県にある、人口約4,900人の基礎自治体（コムーネ）。

## 位置・広がり

### 隣接コムーネ
隣接するコムーネは以下の通り。括弧内のVIはヴィチェンツァ県所属を示す。
- アルベットーネ (VI)
- バルバラーノ・モッサーノ (VI)
- チェルヴァレーゼ・サンタ・クローチェ
- モンテガルデッラ (VI)
- ナント (VI)
- テオーロ
- ヴォー

### 気候分類・地震分類
ロヴォローンにおけるイタリアの気候分類 (it) および度日は、zona E, 2368 GGである。
また、イタリアの地震リスク階級 (it) では、zona 3 (sismicità bassa) に分類される。

## 行政

### 分離集落
ロヴォローンには、以下の分離集落（フラツィオーネ）がある。
- Bastia (sede comunale), Carbonara, Rovolon

## 姉妹都市
- Cotiporã、ブラジル 2010年